# Велије
Велије су насељено мјесто у општини Рибник, Република Српска, БиХ. Према попису становништва из 1991. у насељу је живјело 113 становника.

## Становништво
| Демографија | Демографија | Демографија |
| Година      | Становника  | Становника  |
| ----------- | ----------- | ----------- |
| 1961.       | 142         |             |
| 1971.       | 173         |             |
| 1981.       | 165         |             |